# Jeff VanderMeer
Jeff VanderMeer (Bellefonte, 7 de julho de 1968) é um escritor e editor norte-americano. É autor da trilogia Comando Sul, cujo primeiro livro foi adaptado pela Netflix, Aniquilação. O primeiro livro da trilogia foi o ganhador do Prêmio Nebula de Melhor Romance em 2014.

## Biografia
Jeff nasceu em Bellefonte, na Pensilvânia, em 1968, mas passou boa parte de sua infância em Fiji, devido ao trabalho dos pais, para o Corpo da Paz. Depois de retornar aos Estados Unidos, a família passou algum tempo em Ithaca e em Gainesville. Jeff ingressou na Universidade da Flórida, onde estudou por três anos e em 1992 participou do Clarion Writers Workshop.
Jeff começou a escrever no final dos anos 1980, ainda no ensino médio, onde começou a escrever para revistas estudantis e fanzines. Escreveu poesias e contos, alguns deles publicados em forma de coletâneas. Em 2014 publicou a trilogia Comando Sul, sendo o primeiro livro intitulado Aniquilação, ganhador do Prêmio Nebula de Melhor Romance daquele ano e adaptado para os cinemas por Alex Garland.